# أوروني
أوروني (بالفرنسية: Urrugne) هي قرية فرنسية تقع في أقصى جنوب غرب فرنسا في محافظة لابورد قرب حدود إسبانيا و تطل على خليج بسكاي ويسكنها الباسك .